# 도쿄도 도서부

도쿄 도 도서부

도쿄도 도서부(일본어: 東京都島嶼部 도쿄토토쇼부[*])는 도쿄도 지역 안에 있는 도서 부분이다. 이즈 제도와 오가사와라 제도가 있다. 각각의 명칭을 따와 이즈·오가사와라 제도 (伊豆・小笠原諸島)라고도 부른다.

## 상세
도쿄도는 혼슈 (도쿄항의 섬 포함)에 있는 이른바 '도쿄 지방'과 그밖의 도서 지역으로 구분된다. 도쿄 지방은 도쿄 23구와 다마 지역으로 다시 구분되며, 도서 지역은 남북으로 1,200km 거리에 걸친 여러 개의 섬으로 구성된다. 이 때문에 도쿄도는 23구, 다마지역, 도서지역의 3개 지역으로 구분하는 경우가 많다.
도쿄도 도서부는 남쪽으로 500km 거리에 북마리아나 제도가 있으며 일본의 배타적 경제 수역과 접하고 있다. 도서부와 마리아나 제도를 경계로 태평양과 필리핀해가 나뉜다. 도서부에 설치된 일본 행정구역은 총 4지청 2정 7촌으로, 지청으로 구분하면 다음과 같다.
- 오시마 지청 - 오시마정, 도시마촌, 니지마촌, 고즈시마촌
- 미야케 지청 - 미야케촌, 미쿠라지마촌
- 하치조 지청 - 하치조정, 아오가시마촌 등
- 오가사와라 지청 - 오가사와라촌

에도 시대에는 천령 (일종의 직할지)로 되어 있었으며, 니라야마 대관소나 섬의 봉행 (島奉行)이 관할하였다. 1871년 폐번치현 직후에는 아시가라 현에, 1876년부터는 시즈오카현에 속하게 되었으나 군사적으로 중요한 위치이기도 하고 이즈 제도와의 경제적 교류가 도쿄를 통해 이뤄졌기에 1878년부터는 도쿄부의 직할지가 되었다. 1896년 일본이 군제를 시행하게 되었을 당시 이들 지역에는 군이 설치되지 않았다. 따라서 이 지역의 주소에는 '군' (郡) 표기를 할 일이 없다.
선거구의 경우 도쿄도의회에서 도서지역 전역을 관할지역으로 하나의 선거구 (의원정수 1명)을 구성하고 있다. 중의원 지역구로는 시나가와구, 오타구 북부와 함께 도쿄도 제3구로 묶여 있다. 차량번호판의 경우 도쿄 운수지국 직할구역에서 '시나가와' (品川)를 부여하고 있다.

### 다른 명칭
이즈 제도와 오가사와라 제도를 아우르는 명칭인 '도쿄도 도서부'를 지리적, 정치적인 이유로 다르게 부르기도 하는데 다음과 같다.
- 도쿄제도 (東京諸島) - 도쿄도의 예산지원을 받는 민간단체인 '도쿄제도 관광연맹'에서 이 명칭을 사용하고 있다. 다만 관광 관련 단체이기 때문에 사람이 사는 11개 섬에 대해서만 도쿄제도라는 말을 사용하고 있고 나머지 즈난 제도 등의 섬은 범주에 포함되지 않고 있다. 사실 옛 이름도 '이즈7도 관광연맹'으로 이즈 7도에 대해서만 다루던 단체였으나 이름을 지금처럼 바꾼 후에는 아오가시마와 오가사와라 일대도 포함되었다.
- 남방제도 (南方諸島) - 〈남방제도와 기타 제도에 관한 일본과 미국 간의 협정〉(이른바 오가사와라 반환 협정), 〈남방 연락사무국 설치법〉, 〈오가사와라 제도 진흥개발 특별조치법〉등의 법률에서 오가사와라 군도, 니시노시마, 가잔 열도를 '남방제도'라 정의하고 있다. 오가사와라 제도 중에 약간 동떨어진 위치에 자리한 미나미토리 섬이나 오키노토리 섬은 제외한다. 다만 '남방제도와 기타 제도'라는 표현에서는 포함된다. 일본 수로협회에서는 이즈 제도와 오가사와라 제도를 모두 포함해 '남방제도'란 말을 사용하며, 도쿄도 도서부나 도쿄 제도와 동의어로 취급하고 있다.

## 섬 목록

### 이즈 제도
이즈 7도와 시키네섬, 아오가섬은 민간인이 사는 유인도이며 나머지는 모두 무인도이다.
- 이즈 7도 - 이즈오시마섬, 도시마섬, 니지마섬, 고즈섬, 미야케섬, 미쿠라섬, 하치조섬
- 이즈 7도 근해 - 시키네섬, 아오가섬, 우도네섬, 지나이섬, 한시마섬, 오노하라섬, 이난바섬, 하치조코섬 등
- 즈난 제도 - 베요네스 열암, 스미스섬, 도리시마섬, 소후 암

### 오가사와라 제도
오가사와라 제도의 경우 치치지마, 하하지마는 민간인이 사는 유인도이고 이오지마, 미나미도리시마는 민간인이 없는 유인도이다. 나머지는 모두 무인도이다.
- 오가사와라 군도
  - 치치 열도 - 치치지마섬, 아니지마섬, 오토토지마섬 등
  - 하하 열도 - 하하지마섬, 아네지마섬, 이모토지마섬 등
  - 무코지마 열도 - 무코지마섬, 요메지마섬, 나코도지마섬, 기타노지마섬 등
- 니시노시마섬
- 가잔 열도 - 이오섬, 기타이오섬, 미나미이오섬
- 고립된 섬 - 미나미토리섬, 오키노토리섬